# Lista de vulcões do Panamá
Esta é uma lista de vulcões ativo e extinto no Panamá.
| Nome       | Elevação | Elevação | Localização                 | Última erupção |
| Nome       | metros   | pés      | Coordenadas                 | Última erupção |
| Barú       | 3474     | 11,397   | 8° 48′ 29″ N, 82° 32′ 35″ O | 1550           |
| El Valle   | 1185     | 3888     | 8° 35′ N, 80° 10′ O         | Holoceno       |
| La Yeguada | 1297     | 4255     | 8° 28′ N, 80° 49′ O         | 1620           |